# Linea Bloor-Danforth
La linea Bloor-Danforth (in inglese Bloor-Danforth Line, IPA: [blʊr-ˈdænfərθ laɪn]), conosciuta anche come linea 2 (in inglese Line 2, IPA: [laɪn tu]), è una linea della metropolitana di Toronto. Aperta nel 1966 come seconda linea della rete cittadina, nel 2016 ha trasportato una media di 503 060 passeggeri giornalieri.